# Сін-ікішам
Сін-ікішам — цар Ларси.

## Правління
Імовірно, був братом Сін-іддінама. За його володарювання могутність держави продовжувала падати. Він поступово втратив міста й території, завойовані його попередниками. Натомість він завдав поразки об'єднаній армії царів Казаллу, Еламу, Ісіна (Замбії) та Вавилона. 1836 року до н. е. цар втратив контроль Ніппуром.